# Campo de concentración de Las Arenas
El campo de concentración de las Arenas fue un campo de concentración franquista, en funcionamiento después de la finalización de la guerra civil entre el 7 de octubre de 1941 y agosto de 1942, y que sirvió como centro de detención de personas indigentes. Estaba situado en el término municipal del pueblo sevillano de La Algaba, España.
Este campo fue especialmente notorio debido a la alta mortaldad de los reclusos, que se acercó al 50 %. En un año de las 278 personas que fueron recluidas murieron 144 de hambre y enfermedades, ninguna de ellas fue fusilada.

## Contexto histórico
Tras el fracaso del golpe de Estado que llevó a la guerra civil española en 1936, liderada por el general Francisco Franco, este dio la orden el 20 de julio de 1936 de edificar campos de concentración por todo el país para encerrar "los elementos perturbadores, que emplearán en trabajos públicos, separados de la población". En general los campos de concentración franquistas se utilizaron para encarcelar excombatientes republicanos del Ejército Popular, las Fuerzas Aéreas y la Marina de Guerra,  disidentes políticos y sus familiares, pero también se encerraron a presos comunes, homosexuales o indigentes. Se llegaron a operar 294 campos y fueron recluidos entre 700.000 y un millón de presos, algunos de ellos después de la guerra como en el caso de Las Arenas.
En el caso de los indigentes se crearon centros de reclusión en grandes ciudades, como fue el caso del Palacio de las Misiones de Barcelona o Matadero de Madrid, en los que las personas sin hogar eran encerradas sin juicio previo por las autoridades bajo la ley de magos y maleantes. Esta ley, aprobada el 4 de agosto de 1933 por las Cortes de la Segunda República española y posteriormente reformada durante el franquismo, contemplaba la creación de centros llamados reformatorios de vagos y maleantes, y estuvo vigente hasta 1970.
En la provincia de Sevilla se levantaron 20 campos de concentración, muchos de ellos dependientes del Servicio de Colonias Penitenciarias Militarizadas

## Características
El campo de Las arenas estaba situado en una finca del municipio de La Algaba llamada finca Las Torres, en el mismo lugar en el que se encontraba el campo de concentración utilizado durante la guerra, que dependía del Ayuntamiento de Sevilla.Empezó a operar el 7 de octubre de 1941 bajo la dirección de Baltasar Pons Ramírez de Verger, y tenía una asignación mensual de 12.000 pesetas de la Comisión Municipal Permanente del Ayuntamiento de Sevilla para operar las instalaciones. Los lemas oficiales del campo eran el dar “albergue y trabajo a los mendigos reincidentes” y evitar “las enfermedades infecto-contagiosas que podían propagar”. Ninguno de los reclusos tenía filiación política ni delitos de ninguna clase.
El campo llegó a albergar 278 reclusos a lo largo de poco más de un año en el que se mantuvo operativo, y la mayoría de los reclusos provenían de localidades de las ocho provincias andaluzas, algunos de Badajoz, Albacete, Alicante, Barcelona, Ciudad Real, Las Palmas de Gran Canaria, Palencia, Pontevedra, Toledo y Zaragoza, así como en varios casos de Portugal y Orán (Argelia). De estos 278 personas murieron 144 procedentes casi todos de España (1 de ellos de La Algaba), dos portugueses y un argelino; el más joven tenía 17 años y el más viejo 75. La documentación oficial especifica diversas causas de las defunciones como la neumonía, la bronquitis crónica, la tuberculosis pulmonar u otras enfermedades infectocontagiosas de carácter epidémico como tifus exantemático y paludismo.El campo fue declarado como "zona siniestrada" debido a una epidemia de tifus exantemático y los reclusos que quedaban con vida fueron trasladados al albergue de Sevilla.
Los reclusos fueron empleados en trabajos forzados, especialmente durante la construcción del canal del Viar, entre otras cosas como distintas obras y trabajos agrícolas. 

### La fosa común
La fosa común que utilizaron para enterrar los cadáveres se encuentra en el actual parque público del pueblo, donde había el antiguo cementerio de San Sebastián inaugurado en 1835, clausurado en los años 90 y derribado en 2013. Tras la clausura del antiguo cementerio la totalidad de los restos fueron exhumados y trasladados al nuevo cementerio municipal San Bartolomé, y aunque en su momento la CGT de Andalucía que la fosa común se encontraba en la parcela no se inició su búsqueda ya que el Ayuntamiento consideró que no era necesario ya que esas personas no habían sido fusiladas, “eran mendigos, indigentes”.
En 2021 se realizó una intervención arqueológica para recuperar los restos de la fosa, durante la cual se recuperaron 59 cuerpos de los 144. Estos cuerpos fueron enterrados en cajas de madera para facilitar su transporte, lo que realizaron colocando más de un cuerpo en cada caja; y entre los huesos se encontraron restos de cal viva, práctica que se realiza cuando la muerte se debe a una enfermedad contagiosa. Tampoco se encontraron evidencias de fusilamiento como heridas de bala. No se encontraron restos de ropa ni de calzado, pero si se encontraron un anillo de latón, un botón de nácar y una prótesis ocular. La exhumación fue realizada por la Sociedad de Ciencias Aranzadi.
Los trabajos de exhumación de la fosa común se realizaron gracias a una subvención de 18 000 euros concedida por la Federación Española de Municipios y Provincias (FEMP) al Ayuntamiento de La Algaba.La Asociación Comarcal Pro Memoria Democrática Vega Media del Guadalquivir contactó con algunos de los familiares de los fallecidos.